# Пиг Бийч
Пиг Бийч (на английски: Pig Beach; букв. „свински плаж“), също Пиг Айлънд (на английски: Pig Island; букв. „свински остров“), Мейджър Кей (на английски: Major Cay) и официално Биг Мейджър Кей (на английски: Big Major Cay), е необитаем остров, разположен в Ексума, Бахамски острови. Дължи неофициалното си име на факта, че се обитава от колония прасета, които живеят на острова и заобикалящите го плитчини.

## География
Пиг Бийч има неправилна форма, напомняща ботуш. От север на юг е издължен на 1,8 km, а максималната ширина достига 1,6 km. Площта му е около 0,9 km². На острова се намира три извора на питейна вода, които образуват малки езерца.

## Легенда
Според легендата, свинете са оставени на острова от група моряци, които искали да се върнат и да ги сготвят. Уви, моряците никога не се завърнали, а прасетата оцелели на оставената храна от преминаващите кораби. Според друга версия, прасетата са оцелели корабокрушение и са успели да доплуват до брега, а според трета версия прасетата са избягали от близко островче. В днешно време прасетата се хранят от местните и от туристите.

## Фауна
Островът е обитаван от около 20 прасета и прасенца. Освен тях, на острова живеят няколко котки и кози.